# Valdetorres de Jarama
Valdetorres de Jarama est une commune d’Espagne, dans la communauté autonome de Madrid.